# Blieck
Blieck is een Joodse familienaam en een variant op de familienaam Blick. Andere varianten zijn: Bleich, Blech, Block of Bloch. De naam is van Duitse Asjkenazisch Joodse afkomst en evolueerde met de migratie van de Joodse bevolking van land tot land. 

## Herkomst
In de vorm 'Blieck' komt de naam vooral voor in Nederland en België.
Alexander Beider omschrijft de herkomst van de naam in zijn boek A Dictionary of Jewish Surnames from Galicia. Galicië is een gebied in het huidige Polen en Oekraïne, en vermoedelijk de oorsprong van de naam. De naam spreidt zich van daar verder naar hoofdzakelijk Duitsland, Nederland en België.
Hoewel Léopold Ritter von Sacher-Masoch (1836-1895) niet Joods was, werden denigrerende bijnamen door hem geïnspireerd zoals Grob = ruw ; Gruber = vulgair; Billig = goedkoop ...
De familienaam Blieck heeft een Hebreeuwse variant Blück en die verband houdt met het Jiddisch en Duitse Billig wat eigenlijk eerlijke prijs betekent maar onder Pruisische invloed tijdens een periode waarin de Joden vervolgd waren werd de naam Billig een denigrerende naam in de zin van (goedkoop, waardeloos) en zelfs een soort insult onder het naziregime. Dat zette sommige Joden ertoe om hun naam te veranderen.
In Nederland en België wordt de familienaam als een typische landsnaam aangenomen. Er zijn maar weinig persoonlijkheden die een link hebben met hun afkomst. In de volksmond wordt vaak een verband gelegd met de bliek (kolblei), een zoetwatervis, die voorkomt in de waterstromen.

## Belgische personen met de familienaam Blieck
- René Blieck (1910-1945), dichter en verzetsman
- Frans-Jozef Blieck (1805-1880), schrijver
- Maurice Blieck (1876-1922), schilder
- Maurice-Emile Blieck (1878-1943), graficus
- Max Blieck (1873?-1919), schrijver